# Miloš Blagojević
Miloš Blagojević (srbsko Милош Благојевић), srbski zgodovinar in akademik, * 17. oktober 1930, Miletićevo, Srbija, † 26. ali 27. junij 2012, Beograd.
Leta 1960 je diplomiral in leta 1970 doktoriral iz zgodovine na Filozofski fakulteti v Beogradu. Na tej fakulteti je leta 1983 postal redni profesor. Posvečal se je predvsem srednjeveški zgodovini Srbije in zgodovini kmetijstva v tem obdobju.
Leta 2000 je bil izvoljen za dopisnega in leta 2006 še za rednega člana Srbske akademije znanosti in umetnosti.

## Dela
- Srbija u doba Nemanjića, 1989.
- Zemljoradnja u srednjovekovnoj Srbiji, 1973.